# Municipio de Geneva (Kansas)
El municipio de Geneva (en inglés: Geneva Township) es un municipio ubicado en el condado de Allen en el estado estadounidense de Kansas. En el año 2010 tenía una población de 119 habitantes y una densidad poblacional de 1,52 personas por km².

## Geografía
El municipio de Geneva se encuentra ubicado en las coordenadas 38°0′9″N 95°28′34″O / 38.00250, -95.47611. Según la Oficina del Censo de los Estados Unidos, el municipio tiene una superficie total de 78.18 km², de la cual 77,17 km² corresponden a tierra firme y (1,3 %) 1,01 km² es agua.

## Demografía
Según el censo de 2010, había 119 personas residiendo en el municipio de Geneva. La densidad de población era de 1,52 hab./km². De los 119 habitantes, el municipio de Geneva estaba compuesto por el 98,32 % blancos y el 1,68 % eran de una mezcla de razas. Del total de la población el 5,04 % eran hispanos o latinos de cualquier raza.